# Agner Krarup Erlang
Agner Krarup Erlang (1878 – 1929) fou un científic danès cèlebre per les seves aportacions a la teoria de cues, clau en telecomunicacions.

## Biografia
Erlang va aprovar amb distinció l'examen d'ingrés per a la Universitat de Copenhaguen el 1896. Va obtenir una beca per a la universitat i es va graduar en matemàtiques el 1901. Durant els següents anys seria professor, però va mantenir el seu interès en les matemàtiques i va rebre un premi per un article que va remetre a la Universitat de Copenhaguen.
Va ser membre de l'associació danesa de matemàtiques, mitjançant de la qual va conèixer a Johan Jensen, l'enginyer cap de la Copenhagen Telephone Company (CTC), la qual era una subsidiària de International Bell Telephone Company. Erlang va treballar per gairebé 20 anys per CTC, des 1908 fins que va morir a Copenhaguen el 1928.

## Contribucions
Mentre va treballar per a la CTC, a Erlang se li va presentar el problema clàssic de la determinació de quants circuits eren necessaris per proveir un servei telefònic acceptable.
Erlang es va posar a investigar directament el problema. Va realitzar mesures "in situ" en el terreny i era un expert en la història i el càlcul de les taules numèriques d'algunes funcions matemàtiques, particularment logarítmiques.
Erlang va desenvolupar la seva teoria del trànsit telefònic al llarg de diversos anys. Entre les seves publicacions més importants sobre la matèria, es troben:
- El 1909 - "La teoria de les probabilitats i les converses telefòniques"[1] - la qual va demostrar que la Distribució de Poisson s'aplica per tràfic telefònic aleatori.
- El 1917 - "Solució d'alguns problemes en la teoria de probabilitats d'importància en centrals telefòniques automàtiques"[2] - el qual conté la seva fórmula clàssica per al càlcul de pèrdues i temps d'espera.

Un compendi dels seus treballs va ser publicat posteriorment per la Copenhaguen Telephone Company el 1948
L'interès pel seu treball va continuar després de la seva mort i cap a 1944 el "Erlang" era usat en els països escandinaus per denotar la unitat de trànsit telefònic. Aquesta unitat de mesura va ser reconeguda internacionalment al final de la segona guerra mundial
També una distribució estadística i un llenguatge de programació (llistats a sota), han estat nomenats en el seu honor.